# Туризм в Республике Косово
Частично признанная Республика Косово расположена в Юго-Восточной Европе, на Балканском полуострове, в географическом регионе Косово. Согласно конституции Сербии, территория Республики Косово является частью Республики Сербия и входит в её состав как Автономный край Косово и Метохия, однако фактически Косово властями Сербии не контролируется.
К туристическим объектам Косова относятся археологическое наследие иллирийского, дарданского, римского, византийского, сербского и османского времён, традиционная албанская кухня, архитектура, религиозное наследие, традиции и природные ландшафты. Многие памятники региона были разрушены во время Косовской войны (1998—1999).
«New York Times» поместило Косово на 36 строку в рейтинге мест, которые нужно посетить в 2011 году. В том же году Косово поднялось примерно на 40 мест в поисковой системе Skyscanner, которая оценивает рост мирового туризма.

## Статистика
Статистическое агентство Республики Косово публикует статистические данные о гостиницах на ежеквартальной основе начиная с 2008 года. Такой показатель как ежеквартальное количество ночей в отеле, проведённых нерезидентами, составлял: от 10 000 до 13 000 в 2008 году, от 14 000 до 24 000 в 2009 году, от 16 000 до 22 000 в 2010 году и от 11 000 до 22 000 в 2011 году. По данным статистического агентства, общее число посетителей отелей в третьем квартале 2016 года составило 36 872 человек, из которых местными были 29,23 %, а 70,77 % — иностранцами.
В следующей таблице показано количество посетителей-нерезидентов в зависимости от страны происхождения, по данным 2011 года:
| Место | Страна         | Количество |
| ----- | -------------- | ---------- |
| 1     | Германия       | 2750       |
| 2     | Италия         | 1938       |
| 3     | США            | 1628       |
| 4     | Великобритания | 1251       |
| 5     | Хорватия       | 871        |
| 6     | Австрия        | 500        |
| 7     | Франция        | 301        |
| 8     | Нидерланды     | 278        |
| 9     | Бельгия        | 43         |
| 10    | Греция         | 37         |
|       | Всего          | 9597       |

## Проблемы
Сербия рассматривает Косово как часть своей территории. Поэтому туристам, имеющим в паспортах штампы Республики Косово, будет отказано во въезде в Сербию.